# Лоче (Целє)
Лоче (словен. Loče) — поселення в общині Целє, Савинський регіон, Словенія. 
Висота над рівнем моря: 293,3 м.